# Kazuo Ozaki
Kazuo Ozaki (* 7. březen 1960) je bývalý japonský fotbalista.

## Klubová kariéra
Hrával za Urawa Reds (Mitsubishi Motors), Arminia Bielefeld, St. Pauli, Düsseldorf, Verdy Kawasaki.

## Reprezentační kariéra
Kazuo Ozaki odehrál za japonský národní tým v letech 1981–1983 celkem 17 reprezentačních utkání.

## Statistiky
| Japonsko | Japonsko | Japonsko |
| Roky     | Záp.     | Góly     |
| -------- | -------- | -------- |
| 1981     | 9        | 2        |
| 1982     | 7        | 1        |
| 1983     | 1        | 0        |
| Celkem   | 17       | 3        |